# Brivio
Brivio (Brivi in dialetto brianzolo, Brìe in dialetto bergamasco) è un comune italiano di 4 393 abitanti della provincia di Lecco in Lombardia. Si trova nel territorio della Brianza, sede in passato dell'omonima pieve oltreché famiglia nobiliare. Questa duplice dimensione è visibile dalla contrapposizione tra il castello (luogo di residenza della famiglia in passato) posto a guardia del fiume Adda, confine tra il Ducato di Milano e la Repubblica di Venezia, e la parrocchiale (ex pieve) posta a monte. Fu paese natale di Cesare Cantù.

## Geografia fisica

### Territorio
È situato nella bassa valle San Martino, sulla sponda ovest dell'Adda; a nord, sullo sfondo, svettano le Alpi, sulla sponda bergamasca, a delimitare la vallata, ci sono le Prealpi e ad est delle colline che digradano dolcemente verso l'orizzonte.
L'Adda, dopo essere uscito dal lago di Olginate, assume un corso tortuoso e forma un meandro, la cui ansa, verso ovest, delimita un'area paludosa chiamata: Isola della Torre e Isolone del Serraglio, sita nel comune di Brivio. La morfologia è quella tipica di un territorio fluviale in quanto possiede abbondanti depositi alluvionali che ne hanno determinato l'aspetto pianeggiante.
A monte del comune la corrente è molto lenta, fondali che in alcuni punti sfiorano i 10 metri e alveo a carattere fangoso, ricco di alghe e bindelera. A valle invece troviamo corrente medio veloci, fondale sassoso o ghiaioso con profondità dai 3 agli 8 metri e alghe presenti solamente in prossimità della riva. Sul territorio si sviluppa anche una vasta area paludosa, con acque basse.

#### Flora
Dal punto di vista ambientalistico tale zona si rivela molto ricca di specie di flora: ninfea bianca, lenticchia d'acqua, erba vescica, ideale trappola per insetti, crostacei e avannotti, alghe e canne da palude, alte fino a tre metri. Anche l'Iris, specie protetta, cresce lungo le sponde del fiume e fiorisce da maggio a luglio assieme all'aglio orsino.

#### Fauna
La fauna è ricchissima: raganelle, rane, cigni, folaghe, svassi, germani, martin pescatori, picchi, scoiattoli, cornacchie, gabbiani, cormorani, aironi e nibbi. Vi sono anche ramarri, salamandre, nutrie, bisce d'acqua, ricci e volpi.
I pesci presenti sono cavedani, barbi, pighi, scardola, triotti, tinche, lucci, persici, trote, gobbi, boccaloni, pesci gatto, anguille, carpe e siluri. Fino alla metà degli anni 90 erano presenti anche savetta e alborella ora scomparsi.

### Clima
Il clima è influenzato dal vicino lago di Olginate e dal ramo di Lecco del lago di Como, oltreché dal fiume Adda che mitiga il calore in estate ma è fonte di umidità in inverno.

## Origini del nome
Il toponimo deriverebbe dal celtico Briva, cioè "passaggio" oppure "ponte".

## Storia

### Le origini

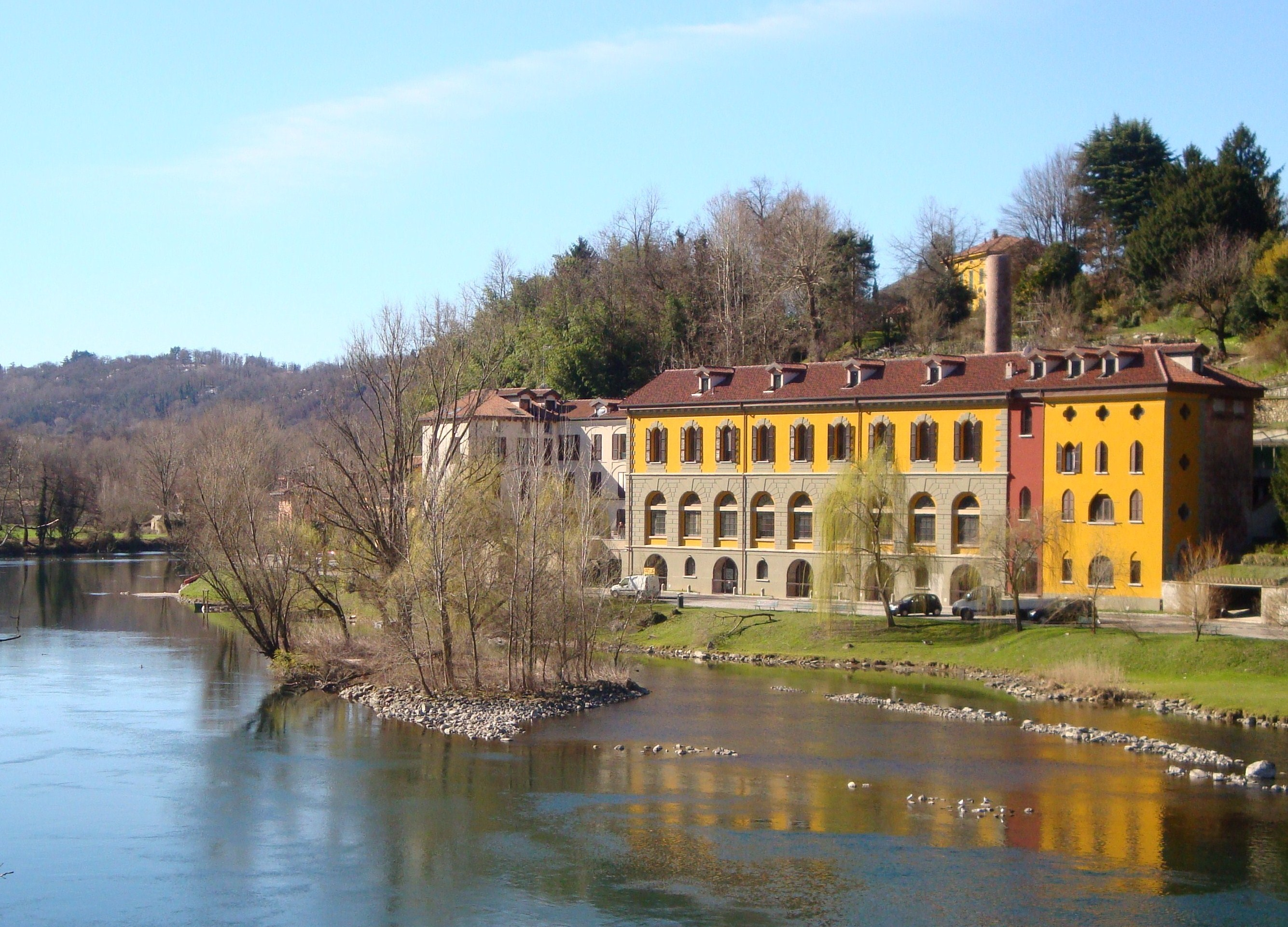
La Filanda

Tra 400 e 500, Brivio doveva già ospitare un importante centro di religiosità.
Il più antico documento che attesta l'esistenza del comune di Brivio è tuttavia un atto notarile del 960, riguardante una donazione da parte di Alcherius, signore di Airuno, alla chiesa plebana di Sant'Alessandro. In questo periodo, Brivio costituiva un castrum.
In realtà, il nucleo di Brivio era già abitato in epoca romana, come dimostrano alcune lastre di marmo datate intorno al III e IV secolo. Questa datazione viene riportata anche da Cesare Cantù.

### Medioevo
In origine il comune di Brivio si sviluppava su due frazioni separate dall'Adda: sulla sponda orientale si trovava "Brivium da za", (oggi nota come la località La Sosta di Cisano Bergamasco), parte che ospitava poche abitazioni (tra cui quella dei Vimercati, signorotti locali e latifondisti in Val San Martino); sulla sponda occidentale era invece "Brivium de là", ove trovavano posto altre abitazioni, un castello e due chiese; quella di San Leonardo e la plebana dei Santi Sisinnio, Martirio e Alessandro. Nel 1373, Amedeo VI di Savoia, allora in guerra contro i Visconti, fece gettare un ponte a Brivio per poter attraversare l'Adda con il suo esercito, ma venne attaccato da alcuni galeoni viscontei che erano discesi dal lago di Como.
Nel 1445 Brivio divenne terra conquista delle milizie della Repubblica di Venezia, la quale costruì un ponte di collegamento tra le due sponde. Quando poi, alla pace di Lodi, l'Adda fu fissato come confine di stato tra la Serenissima e il Ducato di Milano, il ponte fu demolito; Brivio si sviluppò lungo la sola sponda sinistra del fiume e fu per molti anni una città di confine. Per rivedere le due sponde nuovamente collegate da un ponte bisognerà aspettare il 1917.
In passato, a Brivio esisteva un piccolo lago, ottenuto dalla realizzazione di alcune chiuse lungo il corso dell'Adda.

### Età contemporanea e moderna
Nel 1726, durante il dominio austriaco in Lombardia, la pieve di Brivio comprendeva i seguenti comuni: Verderio Superiore e Inferiore, Merate, Novate, Imbersago, Pianezzo, Brivio, Porchera, Calco, Robbiate, Mondonico, Olgiate, Bagaggera, Aizurro, Sartirana, Paderno, Airuno, Beverate, Arlate e Sabbioncello.
Nel 1888, durante dei lavori di scavo avvenuti nel punto dove si trovava l'antico battistero plebano, vennero rinvenuti due antichi reliquiari. Se del primo, realizzato in marmo, si è persa ogni traccia, il secondo è conservato al museo del Louvre di Parigi e rappresenta una testimonianza di arte paleocristiana. Si tratta una capsella, un piccolo scrigno di forma ellittica, costruita in lamina d’argento con sbalzi e rifinita con parti dorate. Il reliquiario, sul quale sono raffigurate la risurrezione di Lazzaro e l'adorazione dei Magi.

### Simboli
Lo stemma è stato concesso con regio decreto del 19 aprile 1891.
Il gonfalone è un drappo di azzurro.

## Monumenti e luoghi d'interesse

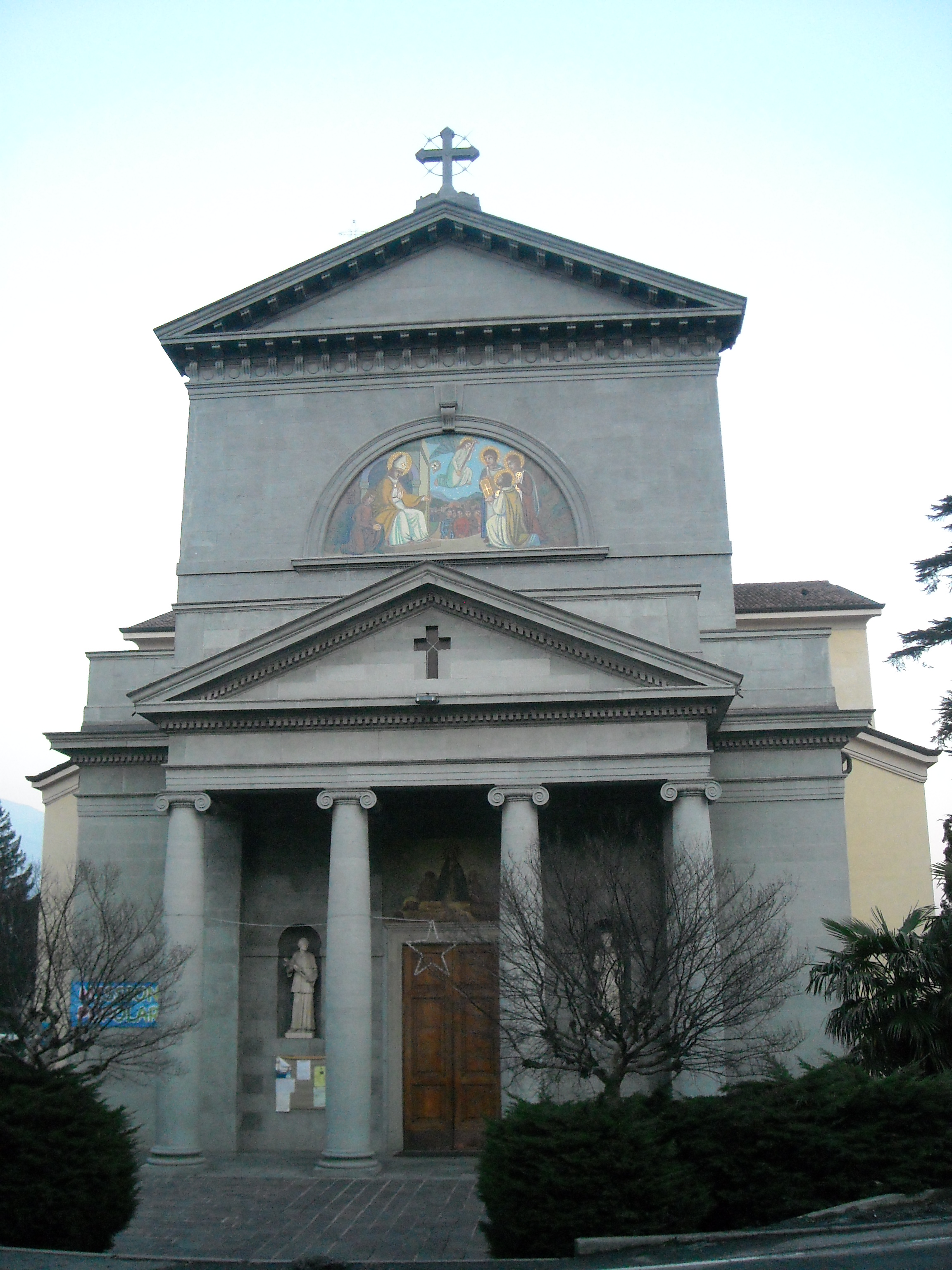
Parrocchiale dedicata ai santi Sisinio, Martirio ed Alessandro

### Architetture religiose

#### Chiesa parrocchiale dei Santi Sisinio, Martirio e Alessandro
La Chiesa parrocchiale dei Santi Sisinio, Martirio e Alessandro era una volta a capo della pieve di Brivio ed è posta nel centro abitato a monte con l'abside rivolto verso il fiume.

#### Oratorio di San Leonardo
La chiesetta, dotata di doppio portico e ossario, al suo interno ospita un affresco di scuola leonardesca e un altare ligneo del XVI secolo.

### Architetture civili

#### Filanda Carozzi
In riva all'Adda, è possibile osservare un ottimo esempio di architettura illustre applicata ad un edificio industriale. Si tratta della filanda Carozzi, costruita prima del 1875. La costruzione presenta, dal punto di vista stilistico, dei richiami neogotici e neoclassici e, in passato, era un filatoio.

#### Fornace
Al centro del comune si trova la fornace per la cottura di mattoni, coppi e tegole, poiché a Brivio e in tutta la Brianza la lavorazione dell'argilla era un'attività diffusa in quanto la materia era abbondantemente presente in loco.

### Architetture militari

#### Castello

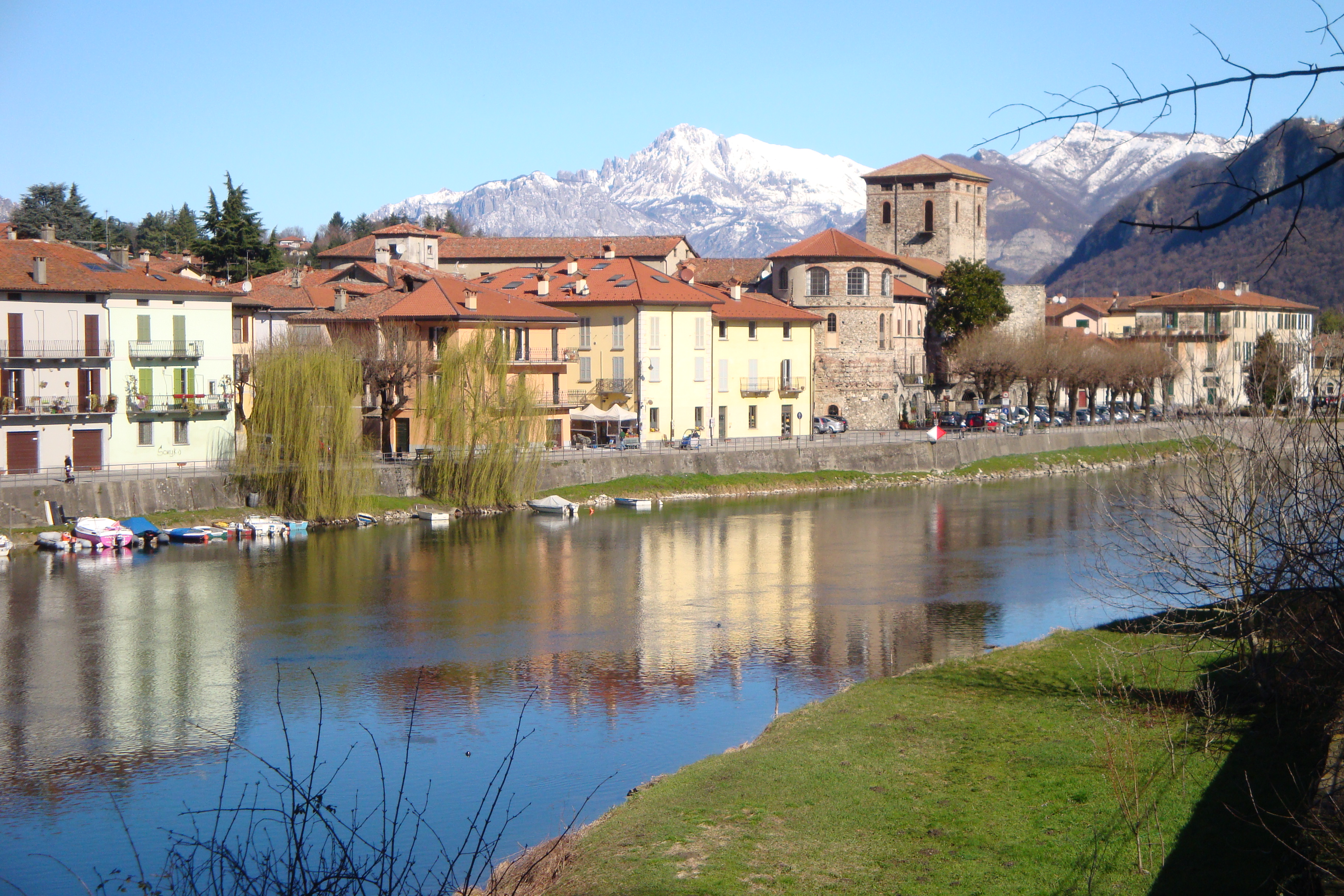
Il Castello di Brivio visto dalla sponda bergamasca

La difesa di Brivio era caratterizzata dalla presenza di un castello che domina ancora il paese con la sua struttura a pianta quadrata. La fortificazione costituisce un tipico esempio di castello turrito. Sui due angoli meridionali del castello sono inserite torri a pianta circolare, all'angolo nord-est è situato il maschio a pianta quadrata fronteggiato da un baluardo triangolare; il quarto angolo è privo di torre. L'evoluzione architettonica della costruzione dimostra che l'alto maschio, non allineato con le mura del corpo principale, costituiva una diversa tipologia difensiva. La funzione del castello era diretta alla protezione del feudo e alla vigilanza sul territorio, motivo per cui è stato eretto all'entrata del paese e lungo il corso del fiume.

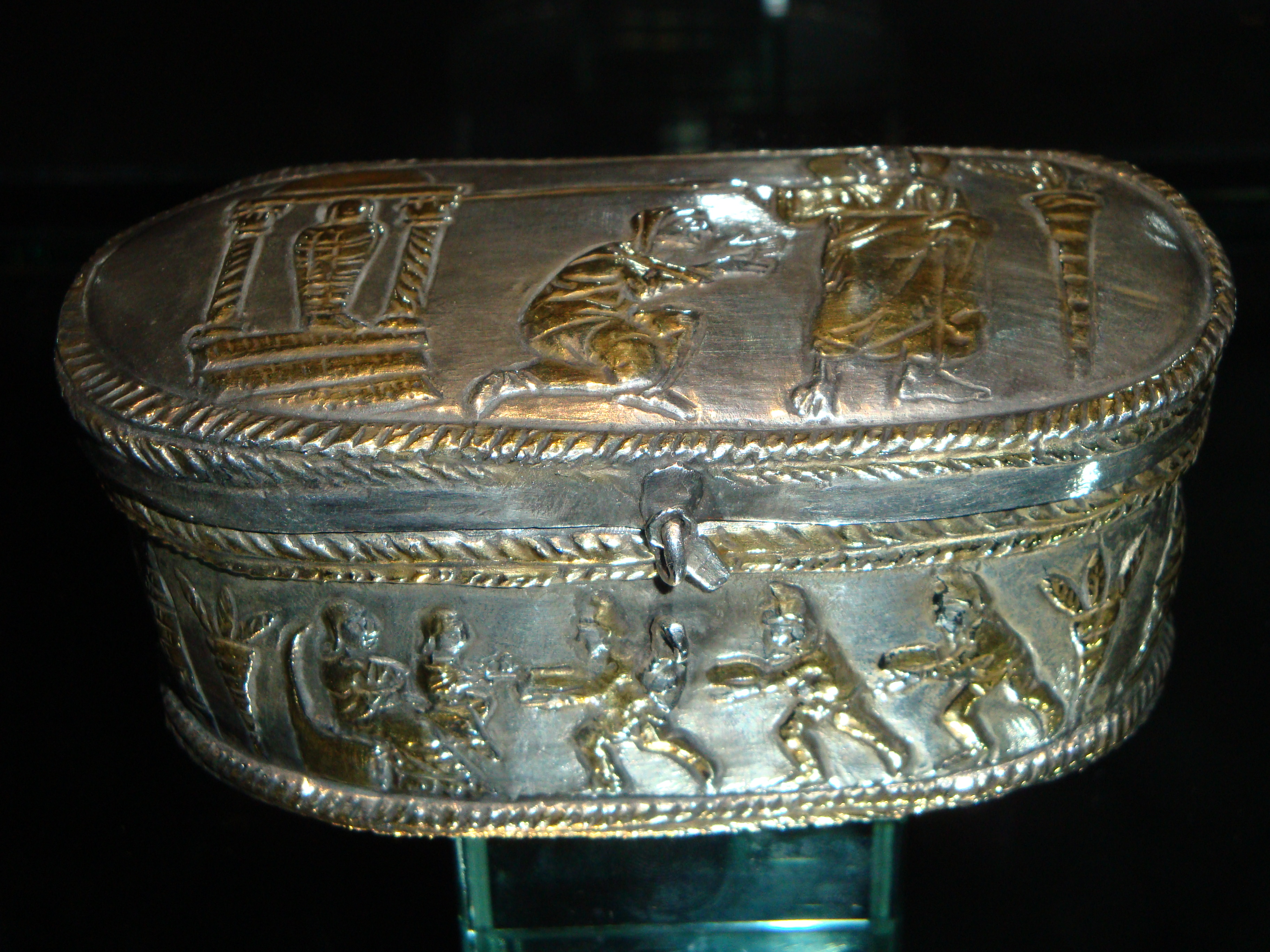
Copia della Capsella di Brivio (esposta nel palazzo comunale)

Le notizie dell'esistenza del castello risalgono alla fine del IX secolo, precisamente all'anno 892, anno in cui i signori di Almenno donarono una curtis regia a un conte lecchese di nome Corrado. Circa un secolo dopo, nel 985 il castello fu oggetto di un'altra donazione, questa volta a favore del vescovo di Bergamo. Nello stesso secolo, la fortezza era circondata da un fossato e da un muro fino all'Adda, ampio circa come oggi.
Con i Colleoni, durante il periodo comunale il castello fu coinvolto nelle lotte fra guelfi e ghibellini. Quando poi divenne rifugio per alcuni nobili fuggiti da Milano la fortezza venne attaccata e le mura distrutte. Un nuovo assedio si verificò nel 1373: le nuove mura servirono a difesa delle truppe dei Visconti, asserragliate nel castello per via di un attacco sferrato da un conte di casa Savoia.
La fortezza fu ulteriormente potenziata nel XV secolo, al tempo della Repubblica di Venezia. A questo periodo risalirebbero i torroni così come si presentano oggi.
Nel Cinquecento, una concessione di Carlo V permise l'infeudamento del castello da parte di Giovanni Guasto, il quale poi lo cedette alla casata dei Brebba, nelle mani dei quali la fortezza rimase a lungo.
L'ultimo episodio della storia del castello come fortezza risale al periodo delle guerre napoleoniche, quando una guarnigione francese di stanza a Brivio fu messa in fuga dalle truppe al servizio di Paolo I di Russia. Successivamente trasformato in carcere, a metà del XIX secolo il castello dapprima divenne la sede di un'industria tessile e poi venne parzialmente demolito in vista della costruzione di un mercato del pesce.

## Società

### Evoluzione demografica
- 1 000 nel 1751 con Beverate
- 1 095 nel 1771
- 1 275 nel 1805

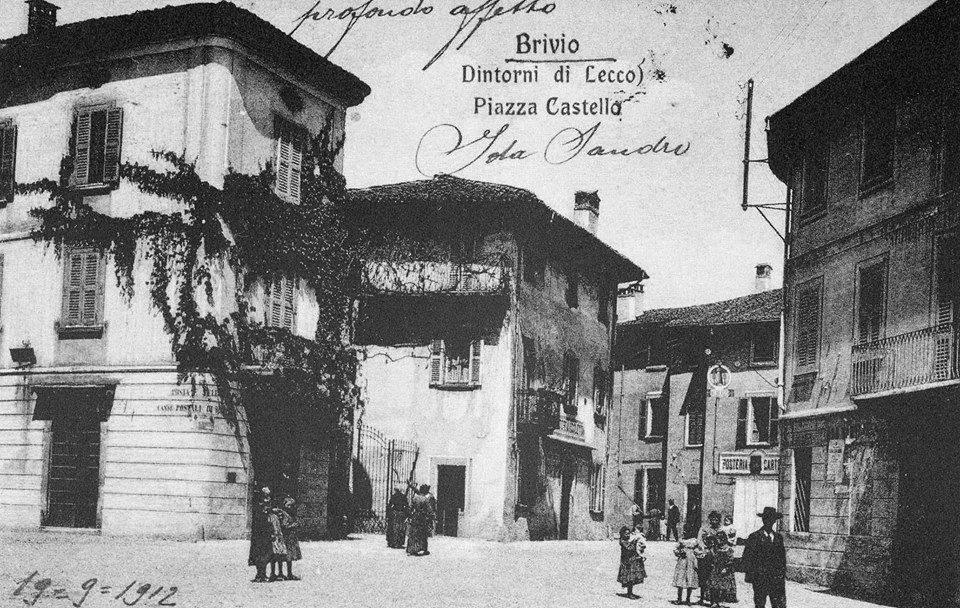
Piazza castello nel 1912

- 1 787 nel 1809 dopo l'annessione di Airuno e Aizuro
- 2 086 nel 1853

Abitanti censiti

### Etnie e minoranze straniere
Gli stranieri residenti nel comune sono 424, ovvero il 9,2% della popolazione. Di seguito sono riportati i gruppi più consistenti:
1. Romania, 94
2. Marocco, 79
3. Albania, 47
4. Costa d'Avorio, 31
5. Senegal, 27
6. India, 23
7. Burkina Faso, 22

### Religione
Brivio è composta da due parrocchie, appartenenti all'arcidiocesi di Milano: la parrocchia prepositurale dei santi Sisinnio, Martirio e Alessandro e la parrocchia di Beverate, dedicata ai santi Margherita e Simpliciano. Dal 2006 sono unite nella comunità pastorale "Beata Vergine Maria".
A Brivio operano alcune religiose appartenenti alla congregazione delle Canonichesse della Croce.
In passato invece hanno prestato il loro servizio religiose delle Suore della famiglia del Sacro Cuore di Gesù presso la scuola materna e l'oratorio femminile di Brivio e Beverate prima e poi solo a Brivio, delle Suore di Santa Marcellina presso l'oratorio di Brivio, Suore della carità di Santa Giovanna Antida Thouret dedite all'assistenza agli anziani e le Suore dell'Immacolata presso la scuola materna e l'oratorio femminile di Beverate.

## Cultura

### Musei

#### Casa natale di Cesare Cantù
Gestita dal comune visitabile su prenotazione o in caso di eventi.

### Eventi
- Italian Blues River Festival si tiene annualmente il primo weekend di luglio dal 2003

## Geografia antropica

### Frazioni

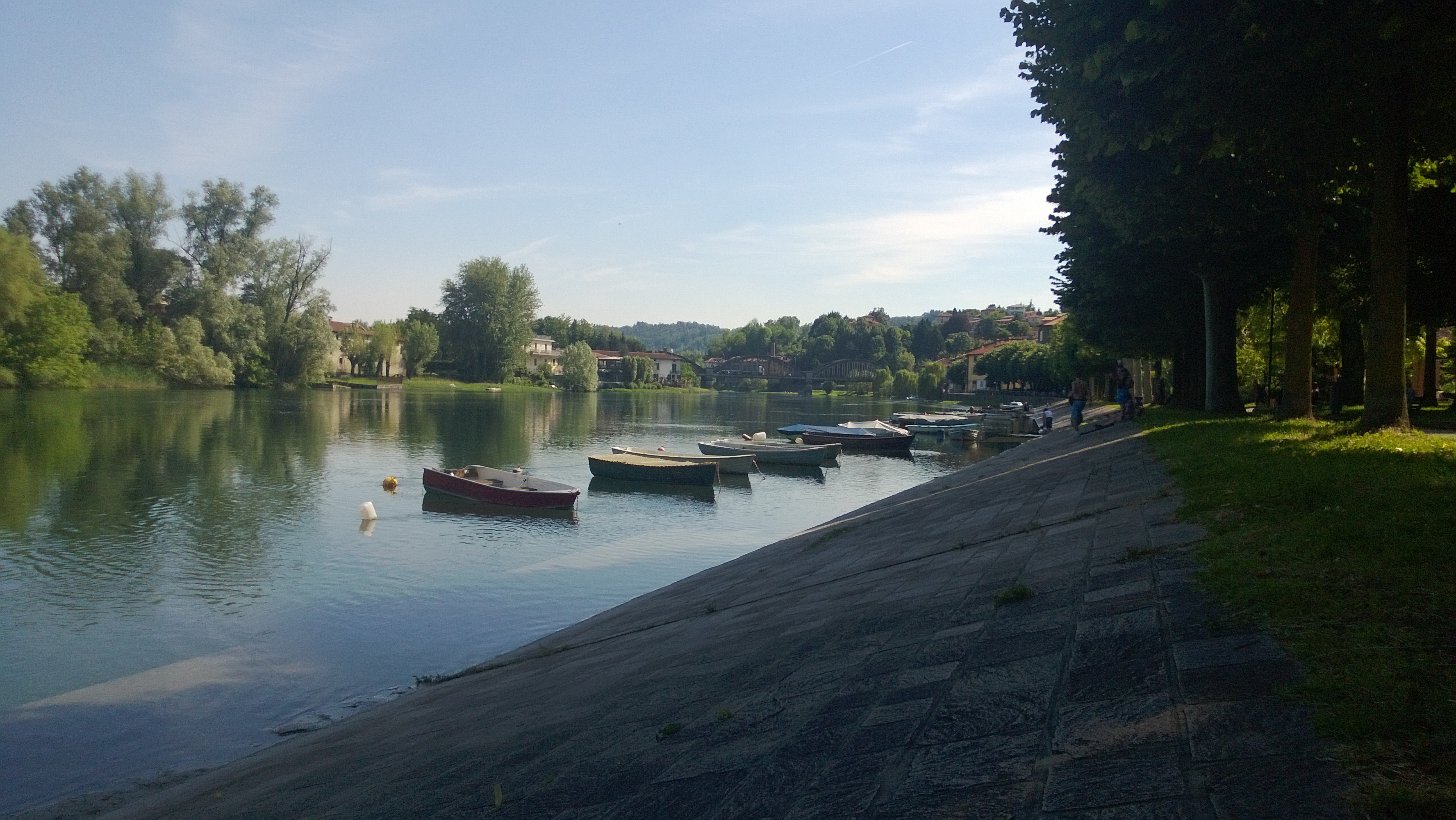
Fiume Adda a Brivio

- Bastiglia
- Beverate
- Butto
- Canosse
- Foino
- Foppaluera
- Molinazzo
- Palazzetto
- Toffo
- Vaccarezza

## Economia

### Itticoltura
Per quanto riguarda la salvaguardia e conservazione del patrimonio ittico presente sul tratto di fiume Adda che scorre sul territorio Briviese, è da menzionare coma l'Associazione Pescatori Sportivi di Brivio sia molto attiva nel monitorare e mantenere in ottimo stato i letti di frega e le legnaie che sistematicamente ogni anno vengono ripristinate o create ex novo per garantire la frega di numerose specie ittiche quali il Cavedano, Pigo, Scardola, Triotto, Persico, Anguilla.
Un tempo, fino alla metà del XX secolo tali opere, soprattutto le legnaie, venivano portate avanti con metodo e finalità ben precise dai pescatori di professione che della tutela del patrimonio ittico ne traevano il vivere quotidiano, ed era fondamentale che l'ecosistema e la riproduzione delle specie sopra citate fosse garantita ai massimi livelli. Ogni pescatore aveva il suo tratto di fiume dove eseguire gli impianti ittiogenici, ed essendo un tempo molto praticata la pesca di professione, i tratti di fiume dove tali opere venivano realizzate erano molti e sparsi in modo uniforme sul territorio.
Con la fine del XX secolo anche i pescatori con le loro reti e cordine munite di decine dami sono andati in pensione e a proseguire il lavoro fatto dai loro predecessori e garantire che la tradizione dei letti di frega e legnaie non andasse a morire sono rimasti i volontari delle varie associazioni di pesca sportiva.
L'Associazione Pescatori Sportivi di Brivio è fondatore e colonna portante del gruppo Amici Dell'Adda, sodalizio formato nel 2003 dalle società di pescatori sportivi che più di tutte vivono il nostro fiume quali Beveratese, Briantea, Adda Vecchia, Traghetto, Osnaghese e Lomagna, con l'intento di riportare ai vecchi fasti un fiume che ormai anno dopo anno ha visto calare le popolazioni di varie specie di pesce. Tutto ciò si è concretizzato negli anni con la costruzione delle opere ittiogeniche. Inoltre l'associazione mantiene e pulisce annualmente gli argini del fiume con opere di potatura e sfalcio prevedendo iniziative come le Giornate Ecologiche.

## Infrastrutture e trasporti

### Strade

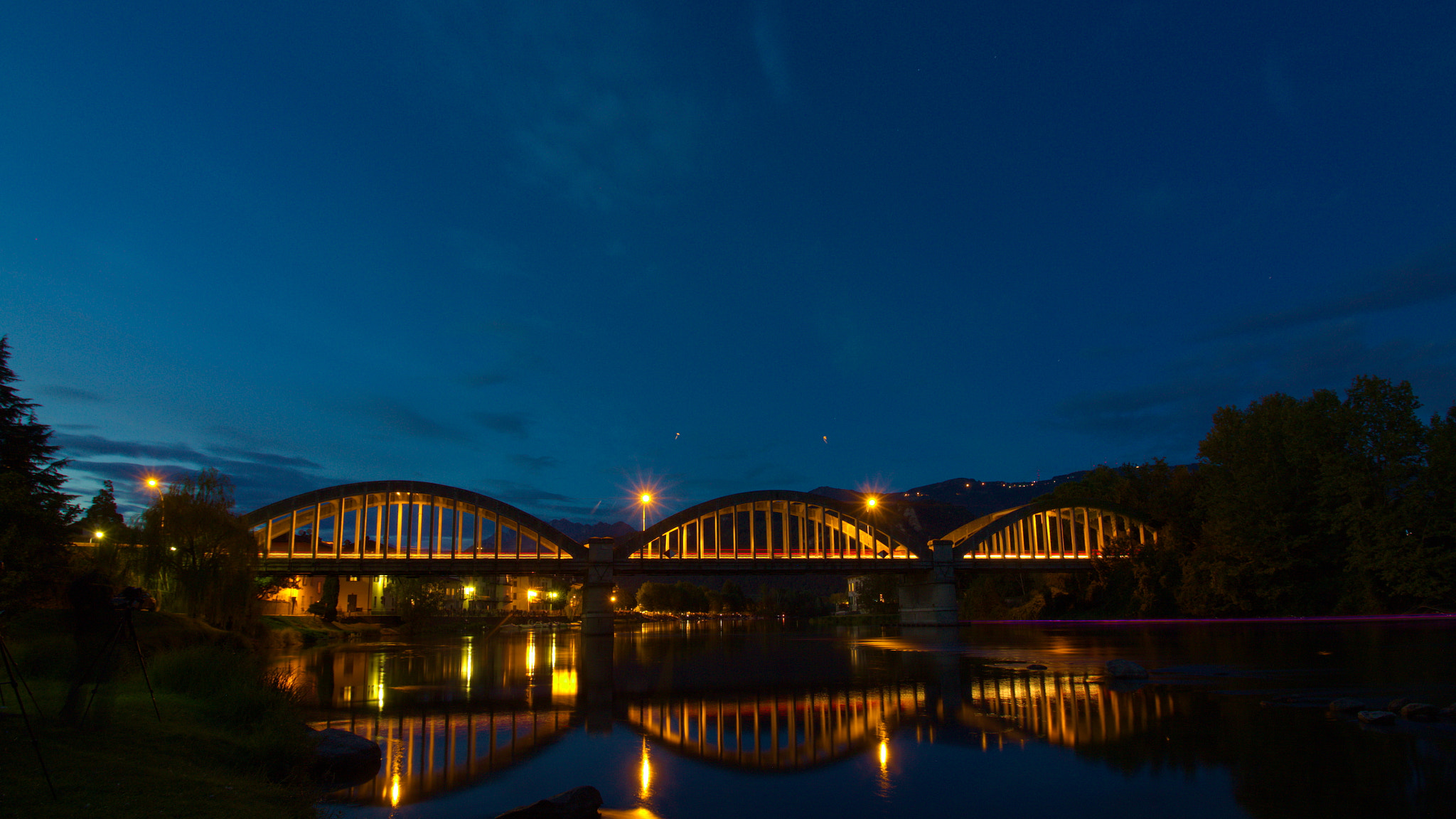
Ponte di Brivio la sera

Brivio e il suo ponte sono un nodo essenziale della strada provinciale 342 Briantea, che collega 3 provincie: di Como e quella di Bergamo passando per quella di Lecco. Brivio è collegata con Cisano Bergamasco da un ponte ad arco a via inferiore. Questo è stato costruito tra il 1911 e il 1917 e si sviluppa su tre campate, per una lunghezza totale di 135 m.

### Ferrovie
Brivio è posta lungo la linea ferroviaria suburbana Lecco-Milano S8 (via Carnate) e dispone della stazione di Olgiate-Calco-Brivio. È pertanto servita da treni ogni mezz'ora sia in direzione Lecco che in direzione Milano.

### Mobilità urbana
La mobilità urbana è caratterizzata, al pari dell'hinterland lecchese, da numerose criticità dovute allo scarso numero di ponti e che si rendono manifeste nelle mattine e nei pomeriggi dei giorni lavorativi con il massiccio afflusso di veicoli che causa spesso ingorghi e/o tamponamenti.

## Sport
Le società sportive attive sono: Associazione Calcio Brivio, Polisportiva Oratori 2B, Gruppo Escursionisti Briviesi, APS Brivio, APS Beverate, Moto club Roberto Lavelli, Bocciofila CRAL Brivio, Subacquei PLTD Brivio.